# 红花地水库
红花地水库位于中国广东省汕尾市海丰县，水库集雨面积36.5平方公里，最大坝高39米，正常库容4720万立方米，1967年4月建成。